# L'examen psychotechnique
 (juillet 2025).
Motif : Absence de sources centrées
- Archive Wikiwix
- Bing
- Cairn
- DuckDuckGo
- E. Universalis
- Gallica
- Google
- G. Books
- G. News
- G. Scholar
- Persée
- Qwant
- (zh) Baidu
- (ru) Yandex
- (wd) trouver des œuvres sur Wikidata

| 1. | Préciser le motif de la pose du bandeau. | Précisez le motif de la pose du bandeau en utilisant la syntaxe suivante : {{admissibilité à vérifier\|date=juillet 2025\|motif=remplacez ce texte par le motif}}                             |
| 2. | Informer les utilisateurs concernés.     | Pensez à avertir le créateur de l'article, par exemple, en insérant le code ci-dessous sur sa page de discussion : {{subst:avertissement admissibilité à vérifier\|L'examen psychotechnique}} |

L'examen psychotechnique est un ouvrage du psycho-sociologue et psychopédagogue français Roger Mucchielli traitant des techniques et des difficultés de mise en œuvre de ce type de technique et paru aux éditions ESF en 1975 dans la collection Éducation permanente.

## Introduction
Nous portons tous de manière intuitive des jugements sur les gens que nous connaissons. Pour ce faire, nous isolons mentalement tel ou tel fait ou réaction considérée comme représentative de la personne. Ce choix réactionnel est éminemment subjectif et il serait particulièrement intéressant de savoir comment il s'élabore en analysant les opérations mentales qu'il recouvre.
En matière de recrutement, la connaissance de ce processus serait d'autant plus importante qu'elle permettrait de mieux rationaliser les embauches.

## Examen et test
Tout fonctionnement psychique repose sur des constantes appartenant à tous les membres de l'espèce humaine, qui peut être un objet d'étude. Ceci pose le problème de la nature de l'intelligence et de sa mesure. Ni les tests d'Alfred Binet, ni l'analyse factorielle de Spearman n'ont apporté de solution définitive à cette question. En fait, la psychotechnique s'est progressivement déplacée de la recherche des aptitudes à l'étude des relations interhumaines.
D'après Roger Mucchielli, « un test est la mise à l'épreuve expérimentale d'un sujet humain afin d'analyser son comportement dans la situation. » Il s'agit d'une situation simulée, simplifiant la réalité, reproduisant « la configuration essentielle des variables réelles. » Pour être efficace, un test doit faire l'objet d'une validation pour savoir s'il a atteint son but et si les résultats obtenus sont généralisables. Il doit être complété d'un étalonnage consistant à comparer les résultats d'un sujet à ceux d'un groupe type qui sert de référence. Mais le test, pour qu'il puisse être validé, doit être utilisé dans les conditions rigoureusement définies lors de son élaboration.

## Rôle du psychologue et applications
Tous les préalables méthodologiques de la création d'un test sont insuffisants sans l'apport du psychologue. « Ni la quantification, ni l'appareil technique auxquels nous ont habitué les tests ne suffisent pas à définir l'examen psychotechnique » a écrit Jean Guillaumin. Son rôle est avant tout centré sur l'observation et l'analyse de la perception des comportements de la personne, objet de l'étude. Lors d'un examen, de nouvelles données peuvent apparaître, mettre en lumière le rôle d'un proche ou de collègues, et nécessiter de ce fait une action sur le milieu.
Le champ d'application de l'examen psychotechnique est vaste, dans les applications scolaires par exemple, pour évaluer les niveaux scolaires et dépister les enfants retardés, participer à l'orientation scolaire et professionnelle; dans ces dernières, pour la sélection et l'étude de poste, pour la formation et la pédagogie.